# Záhor
Záhor es un municipio del distrito de Sobrance en la región de Košice, Eslovaquia, con una población estimada a final del año 2024 de 625 habitantes.
Se encuentra ubicado al noreste de la región, en la cuenca hidrográfica del río Bodrog (afluente derecho del Tisza) y cerca de la frontera con la región de Prešov y Ucrania.

## Demografía
| Año        | 1994 | 2004    | 2014    | 2024    |
| ---------- | ---- | ------- | ------- | ------- |
| Población  | 760  | 710     | 663     | 625     |
| Diferencia |      | −6,57 % | −6,61 % | −5,73 % |

| Año        | 2023 | 2024    |
| ---------- | ---- | ------- |
| Población  | 636  | 625     |
| Diferencia |      | −1,72 % |